# Abbás III
Abbás III (enero de 1732 – febrero de 1740) (en persa: شاه عباس سوم‎) reinó de 1732 a 1736; fue hijo del Shah Tahmasp II y Shahpuri Begum de la dinastía safávida. Después del derrocamiento de su padre por Nader Khan (el futuro Nader Shah) durante la guerra turco-persa de 1730-1736, el joven Abbás fue proclamado nominalmente, con solo ocho meses, sah de Irán el 7 de septiembre de 1732. Nader Khan, quien era el verdadero gobernante del país, asumió los cargos estatales y de virrey. Abbás III fue depuesto en marzo de 1736, cuando Nader Khan se autoploclamó Nader Shah. Esto marcó el fin definitivo de la dinastía safávida. Abbás fue enviado a unirse con su padre encarcelado en Sabzevar, Khorasan.
En 1738, Nader Shah emprendió campañas en Afganistán y en la India, dejando a su hijo Reza Qoli Mirza gobernando en su ausencia. Cuando se oyeron rumores de que su padre había fallecido, Reza hizo preparaciones para ascender al trono. De acuerdo a los reportes "más autorizados", Mohammed Hosein Khan Kayar, quien había sido el encargado de supervisar a Abbás y a su padre en cautividad, advirtió a Reza que los pobladores de Sabzevar podrían rebelarse, liberar a Tahmasp II y volver nuevamente al trono al recibir la noticia de la muerte de Nader. Reza dio a Mohammed Hosein la orden de ejecutar a Tahmasp y a sus hijos para evitar esto. Mohammed Hosein estranguló a Tahmasp, asesinó al joven Abbás con su espada y a su hermano Esmail de la misma manera. Según Michael Axworthy, la datación de estos acontecimientos es especulativa, pero probablemente tuvieron lugar en mayo o junio de 1739. Otras fuentes (Enciclopedia Iránica, Lockhart) prefieren 1740.